# Giakumis Kodogiannis
Giakumis Yaya Kodogiannis Valencia (Valparaíso, Región de Valparaíso, Chile, 13 de abril de 1992) es un exfutbolista chileno. Jugaba de mediocampista. Cabe mencionar que es hijo de padre griego y madre chilena.

## Trayectoria
Comenzó jugando en el club de fútbol El Esfuerzo de la Asociación Alejo Barrios de Valparaíso de donde salto a las divisiones inferiores de Santiago Wanderers de la misma ciudad. En el cuadro caturro fue campeón del Fútbol Joven de Chile a nivel sub-14, logrando buenas actuaciones.
En el 2007 refuerza al Premier Team de la academia estadounidense Premier Soccer que disputaba en ese entonces el Mundialito Tahuichi "Paz y Unidad" Sub-15, gracias a esto es becado por la academia y parte a Estados Unidos.
En el 2009 regresa a Chile por el cierre de la academia volviendo a Santiago Wanderers donde a fines de octubre es citado para la última fecha del Clausura 2009 de la Primera B de Chile donde debutó como profesional. En el 2010 continuaría jugando por el cuadro caturro obteniendo bastante regularidad siendo una de las sorpresas de aquella temporada.
En el 2011 tendría un año marcado por las lesiones, problemas de contrato y la ausencia ya que no disputaría ningún partido oficial aquella temporada siendo enviado a préstamo para el 2012 siendo su destino Deportes Puerto Montt de la Primera B. En el club sureño no tendría muchas chances de jugar incluso en el Clausura de aquel año no jugaría ningún partido. Tras el descenso de su equipo a la Segunda División regresa a Santiago Wanderers donde no lográ afirmarse en el primer equipo por lo cual vuelve a ser enviado a préstamo, esta vez al Unión La Calera.
Pese a llegar a Unión La Calera a pedido de Néstor Craviotto, quien lo dirigiera en Santiago Wanderers como ayudante técnico, tampoco tomaría regularidad en el equipo cementero permaneciendo normalmente en la banca o no siendo citado a los partidos, por lo cual terminada la temporada 2013/14 regresa al club dueño de su pase donde disputaría un partido de la Copa Chile 2014/15 y dos de pretemporada lo que le significaría quedar nuevamente en el plantel de honor donde tendría algunas oportunidades de jugar pero de igual forma terminada la Temporada 2014/15 volvería partir nuevamente del club porteño.

## Selección nacional
Fue preseleccionado en las divisiones inferiores de la selección chilena pero no fue seleccionado de forma definitiva ni disputó torneos oficiales por la selección.

## Estadísticas

### Clubes
| Club                          | Div.          | Temporada     | Liga  | Liga  | Copas nacionales | Copas nacionales | Torneos internacionales | Torneos internacionales | Total | Total |
| Club                          | Div.          | Temporada     | Part. | Goles | Part.            | Goles            | Part.                   | Goles                   | Part. | Goles |
| ----------------------------- | ------------- | ------------- | ----- | ----- | ---------------- | ---------------- | ----------------------- | ----------------------- | ----- | ----- |
| Santiago Wanderers · Chile    | 2ª            | 2009          | 1     | 0     | —                | —                | —                       | —                       | 1     | 0     |
| Santiago Wanderers · Chile    | 1ª            | 2010          | 11    | 0     | 1                | 0                | —                       | —                       | 12    | 0     |
| Santiago Wanderers · Chile    | 1ª            | 2011          | —     | —     | —                | —                | —                       | —                       | 0     | 0     |
| Santiago Wanderers · Chile    | 1ª            | 2013          | 2     | 0     | —                | —                | —                       | —                       | 2     | 0     |
| Santiago Wanderers · Chile    | 1ª            | 2014-15       | 8     | 0     | 4                | 0                | —                       | —                       | 12    | 0     |
| Santiago Wanderers · Chile    | Total club    | Total club    | 22    | 0     | 5                | 0                | 0                       | 0                       | 27    | 0     |
| Deportes Puerto Montt · Chile | 2ª            | 2012          | 9     | 0     | 5                | 0                | —                       | —                       | 14    | 0     |
| Deportes Puerto Montt · Chile | Total club    | Total club    | 9     | 0     | 5                | 0                | 0                       | 0                       | 14    | 0     |
| Unión La Calera · Chile       | 1ª            | 2013-14       | 9     | 0     | 3                | 0                | —                       | —                       | 12    | 0     |
| Unión La Calera · Chile       | Total club    | Total club    | 9     | 0     | 3                | 0                | 0                       | 0                       | 12    | 0     |
| San Luis · Chile              | 1ª            | 2015-16       | —     | —     | 2                | 0                | —                       | —                       | 2     | 0     |
| San Luis · Chile              | Total club    | Total club    | 0     | 0     | 2                | 0                | 0                       | 0                       | 2     | 0     |
| Total carrera                 | Total carrera | Total carrera | 40    | 0     | 15               | 0                | 0                       | 0                       | 55    | 0     |
| 1. 2.                         |               |               |       |       |                  |                  |                         |                         |       |       |